# مورغان نيوتن
مورغان نيوتن (بالإنجليزية: Morgan Newton)‏ هو لاعب كرة قدم أمريكية أمريكي، ولد في 1991 في إنديانابوليس في الولايات المتحدة.